# Clara Welcker

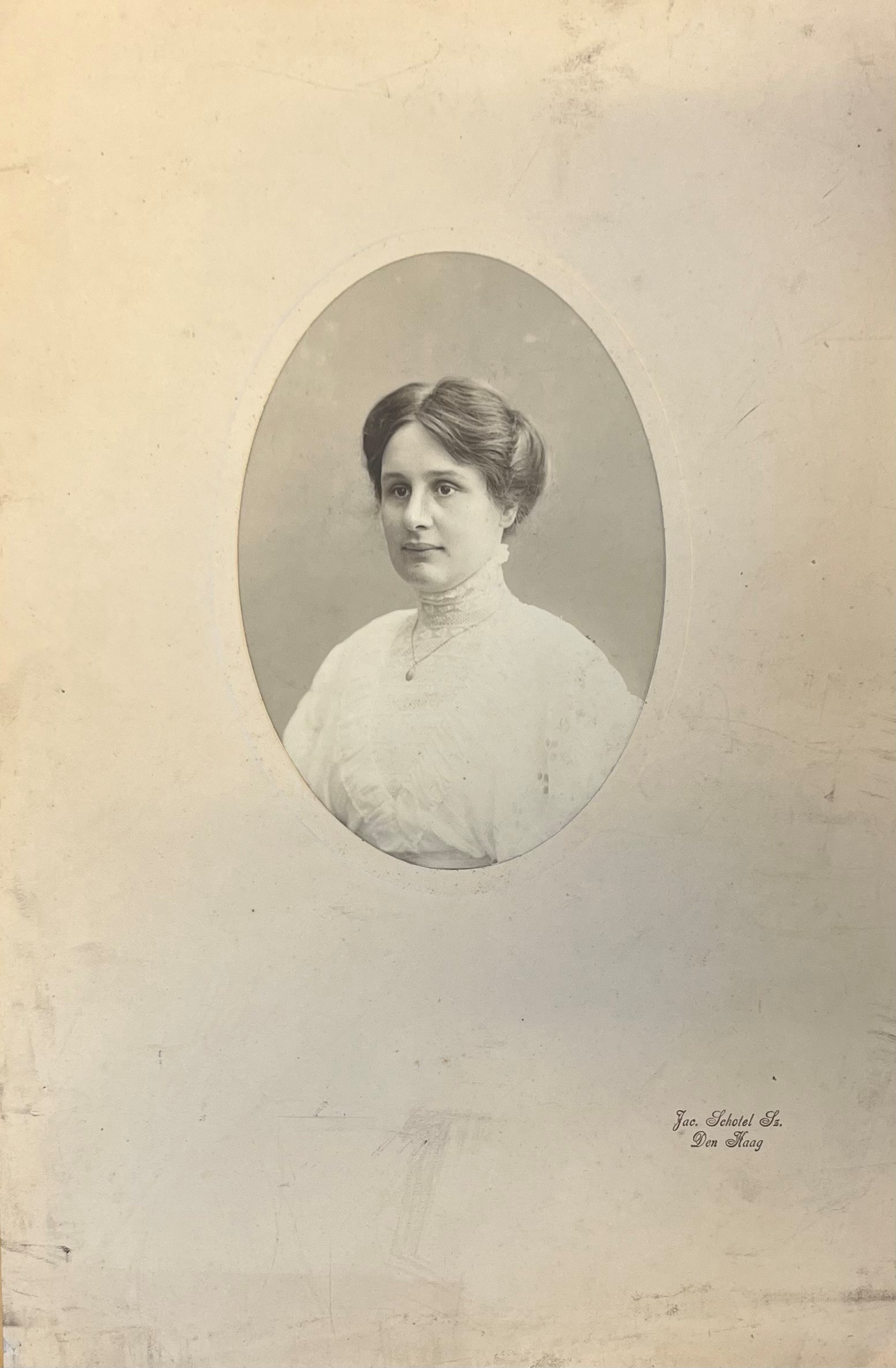
Portretfoto van Clara Welcker uit omstreeks 1912

Clara Johanna Welcker (Alkmaar, 27 maart 1882 – Kampen, 2 februari 1946) was van 1917 tot 1946 gemeentearchivaris van Kampen. Zij verwierf grote bekendheid met haar studie naar de schilders Hendrick en Barend Avercamp.

## Biografie
Welcker wordt in 1882 geboren in Kampen als derde kind van Johan Wilhelm Welcker en Clara Albertina de Wit. Na haar worden nog twee kinderen geboren. Haar vader is ingenieur bij Rijkswaterstaat en dat betekent dat het gezin meermaals verhuist. Welcker doorloopt de lagere en middelbare school in Alkmaar, Rotterdam en Zwolle. In 1902 haalt ze haar onderwijsakte in Den Haag.
Door een toenemende doofheid kan zij echter niet in het onderwijs gaan werken. In 1908 begint zij daarom als vrijwilliger op het gemeentearchief van Den Haag, waar zij zich onder andere bezighoudt met het inventariseren van archieven en met het verhuizen van de collectie naar een bewaarplaats aan de Zwarteweg 6. In 1910 wordt Welcker aangesteld als klerk bij de, dan net in het leven geroepen, Commissie Rijks Geschiedkundige Publicatiën. Daar houdt ze zich onder andere bezig met het nader toegankelijk maken van de archieven van de Verenigde Oost-Indische Compagnie. In 1916 wordt ze bevorderd tot adjunct-commies.
Op 1 december 1917 wordt Welcker door de gemeenteraad van Kampen aangesteld als gemeentearchivaris. Ze is, na Rinskje Visscher, de tweede vrouw die in Nederland in deze functie wordt aangesteld. Tijdens haar carrière zet ze zich in voor het beschikbaar maken van de archieven van de gemeente voor belangstellenden. Zelf doet ze ook onderzoek naar de geschiedenis van Kampen. Dat resulteert in 1929 in een omvangrijke studie naar het werk en leven van Hendrick Avercamp. Daarin komt ze tot de conclusie dat een deel van het werk dat aan hem is toegeschreven, in werkelijkheid door zijn neef Barend Avercamp werd geschilderd. Hij was door zijn oom opgeleid en ondertekende zijn schilderijen alleen met zijn achternaam.
In 1942 viert Welcker in Kampen haar 25-jarig ambtsjubileum maar daarna gaat haar gezondheid achteruit. Ze overlijdt op 2 februari 1946, 63 jaar oud. In het archief van de familie Welcker, behorende tot de collectie van het Nationaal Archief, zijn vele documenten te vinden over haar persoonlijke en werkzame leven, waaronder het manuscript van haar boek over de schilders Avercamp.
- CiNii: DA09038603
- International Standard Name Identifier: 0000 0003 8916 9955
- Nederlandse Thesaurus van Auteursnamen: 068784244
- Système universitaire de documentation: 255370911
- Virtual International Authority File: 235879158